# Драгіша Цветкович
Драгіша Цветкович (сербохорв. Dragiša Cvetković/Драгиша Цветковић; 15 січня 1893, Ниш — 18 лютого 1969, Париж) — югославський політик, прем'єр-міністр Королівства Югославія з 1939 по 1941 рік.

## Життєпис
Народився 1893 року в Ніші, в тодішньому Королівстві Сербія. Брав участь у Балканській війні. Деякий час жив у Швейцарії та Франції, де приймав сербських поранених, вивчав медицину та техніку, а 1934 року здобув вищу юридичну освіту в Суботиці.
Приїхавши з Європи в тодішню селянську Сербію, з головою поринув у реформи. Про це свідчать його промови та документи з парламенту, де він боровся за розв'язання соціальних проблем, питань мінімальної зарплати, колективних договорів, зменшення мита та надмірної заборгованості селян. Він був різким критиком роботодавців, вимагаючи скорочення робочого часу, обмеження залучення дитячої праці, а також допомог для інвалідів. Він відкривав будинки для інвалідів, створював біржі праці.
Тричі був мером рідного міста Ніш. 1928 року став міністром віросповідань, а після встановлення диктатури 6 січня 1929 року втратив обидві посади. У газеті Niška slobodna tribina (Вільна трибуна Ніша), яку він і започаткував, писав проти диктатури, через що його схопили, а газету заборонили.
1934 року зробив важливий політичний крок, зібравши на своїй віллі, що на пагорбі Гориця в Ніші, опозиційну еліту Югославії з метою дійти таємної згоди про об'єднання всіх партій зі схожими політичними програмами. Так було створено Югославський радикальний союз, який переміг на виборах 1935 року.
Після цих виборів він знову був мером Ніша, головою парламентської фракції Югославського радикального союзу, міністром соціальної політики та охорони здоров'я і виконувачем обов'язків міністра фізичного виховання народу, а на короткий час і заступником міністра юстиції, обіймаючи всі ці міністерські посади в уряді Мілана Стоядиновича в 1935—1939 роках.
Обіймаючи посаду голови югославського уряду, започаткував федералізацію Королівства Югославія, створивши восени 1939 року за домовленістю з хорватським політиком Владком Мачеком Бановину Хорватія в рамках угоди Цветковича-Мачека. У зовнішній політиці асоціювався з фашистськими державами, підписавши 25 березня 1941 Віденський протокол про приєднання Югославії до Троїстого пакту, через що вже 27 березня група вищих офіцерів югославських збройних сил здійснила військовий переворот і заарештувала Цветковича та його міністрів. Після окупації Югославії німецька адміністрація в Сербії двічі заарештовувала його і відвозила в концтабір у белградському районі Баніця, де він провів близько двох із половиною місяців. 4 вересня 1944 Цветкович утік у Болгарію, а звідти — в Туреччину. Зі Стамбула переїхав у Рим, а потім — у Париж.
Після війни рішенням Державної комісії Демократичної Федеративної Югославії Цветковича було оголошено ворогом народу та воєнним злочинцем. Його, власне, ніколи не судили. Перебуваючи за кордоном, емігрант Драгіша Цветкович писав і казав, що намагався сформувати групу експертів на Балканах із метою оцінити, чи підписання Троїстого пакту було зрадою чи чесною спробою запобігти бійні, яка забрала життя 1,8 млн югославів.
Драгіша жив у Парижі до своєї смерті в 1969 році. Похований на сербській частині військового кладовища в Тьє, під Парижем, поруч із могилами генералів Петра Живковича та Боголюба Євтича.
25 вересня 2009 року обласний суд у його рідному місті Ніш реабілітував його, знявши всі звинувачення, висунуті проти нього комуністичною владою Югославії в 1945 р.